# Brack

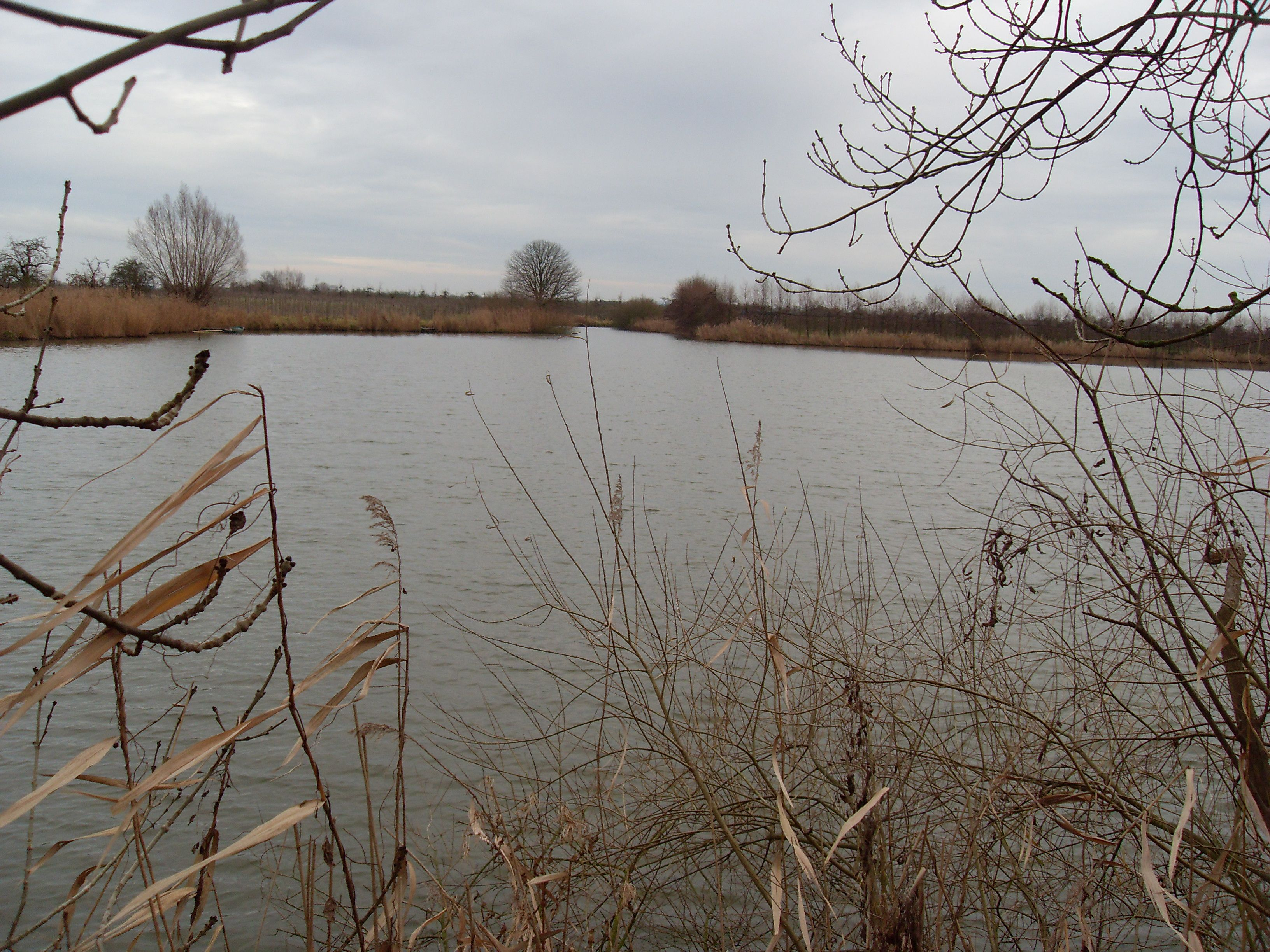
Großes Brack bei Borstel

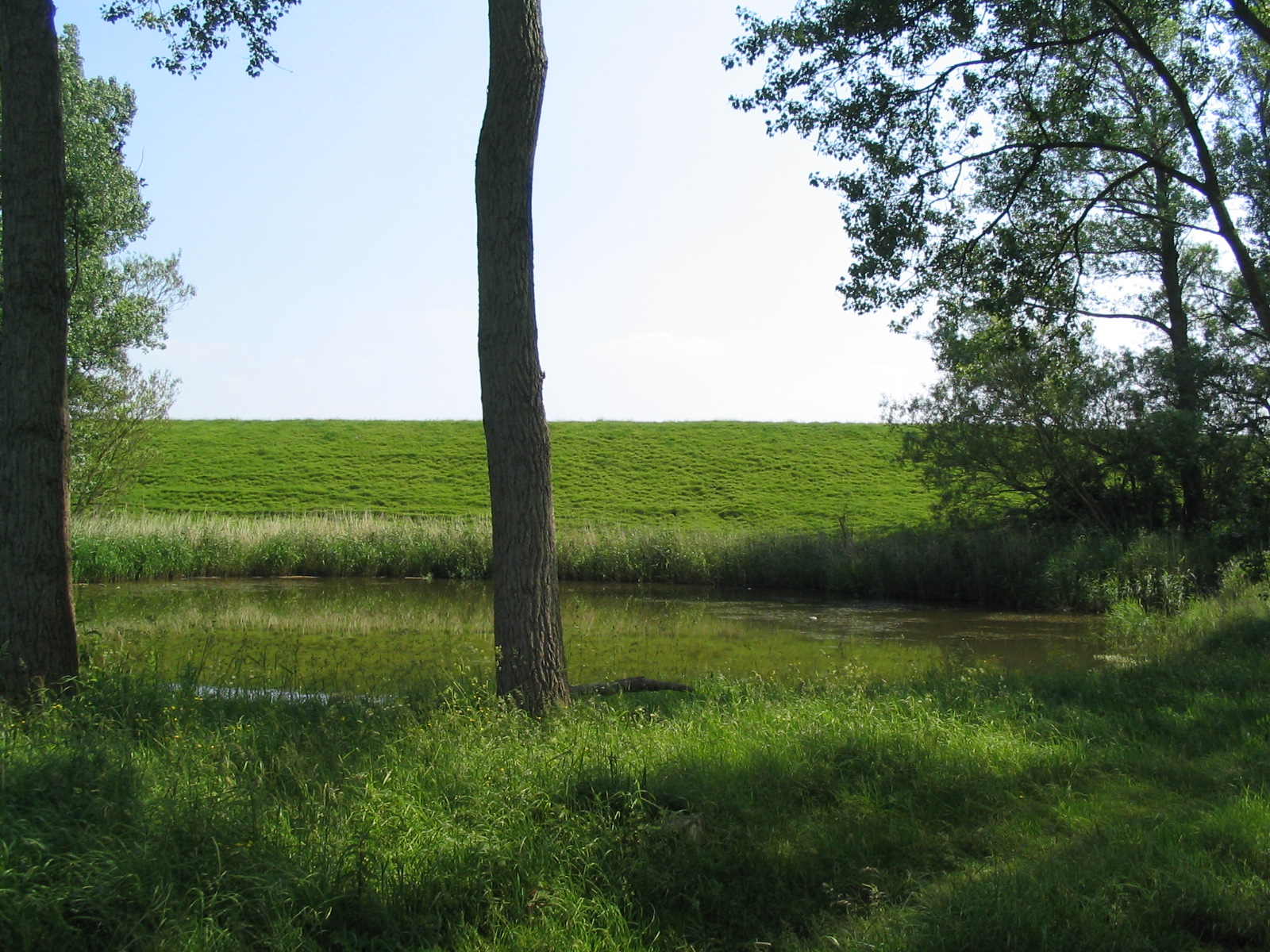
Wehle in Friedrichsgabekoog im Kreis Dithmarschen

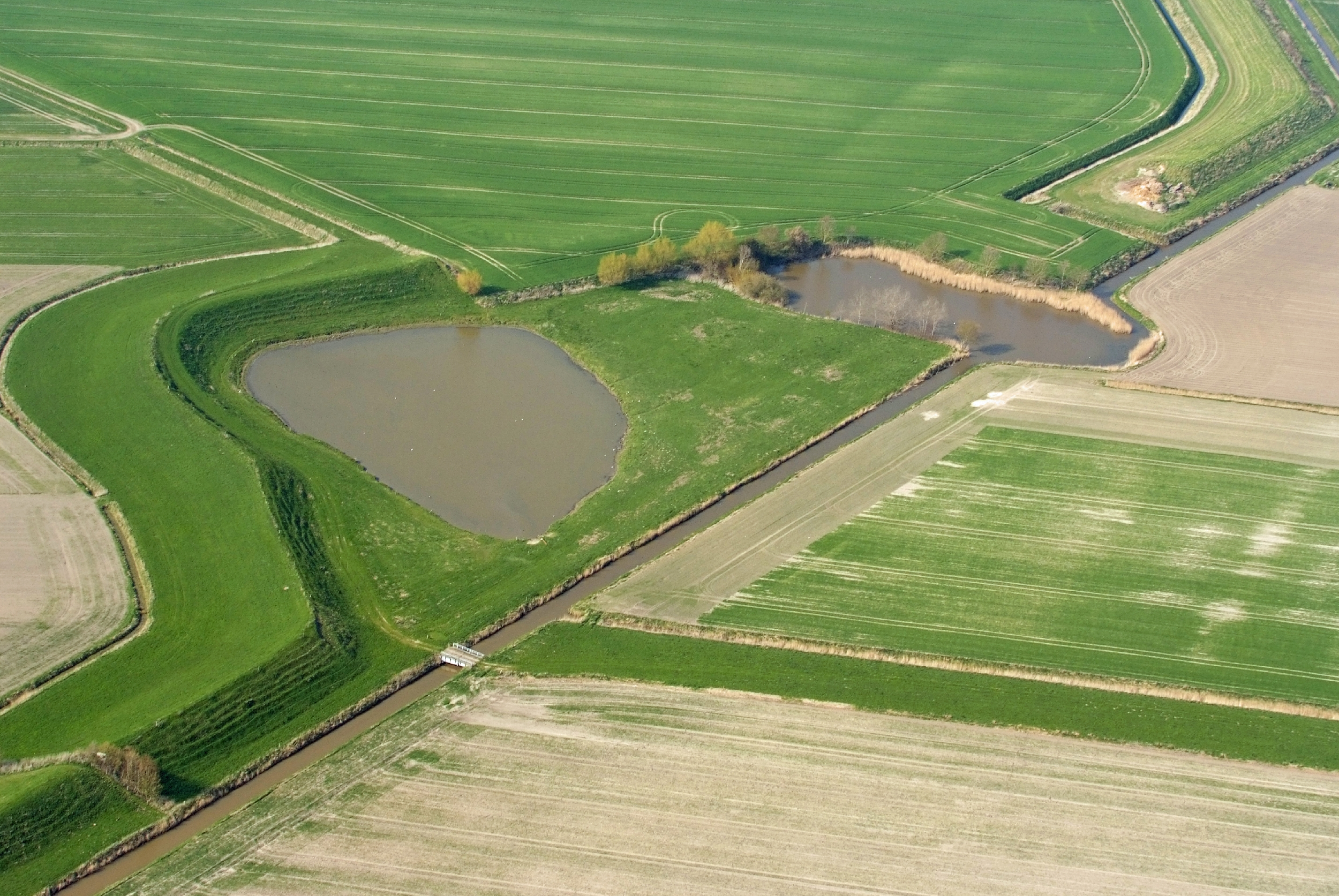
Kolk und Entwässerungsgraben Schoonorther Polderschloot in der nördlichen Krummhörn entlang einer alten Deichlinie

Kolk von einem Deichbruch im Norderalten-Deich bei Minsen

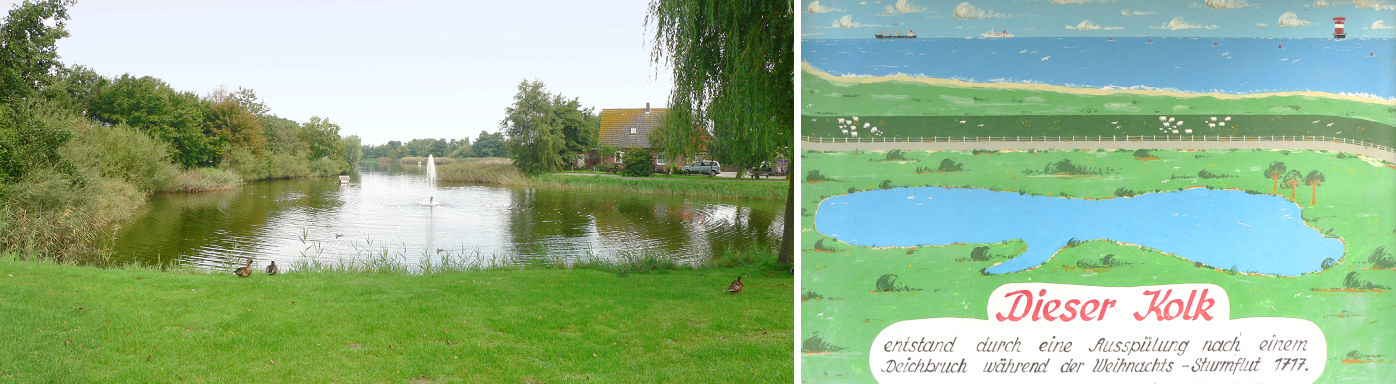
Kolk der Weihnachtsflut 1717 in Horumersiel

Brack (von niederdeutsch: Brack), auch Brake (historisch Braacke) oder Bracke, ist die Bezeichnung für eine tiefe Auskolkung, die durch einen Deichbruch infolge einer Sturmflut entstanden ist. In manchen Regionen wird solch ein See oder Teich auch als Kolk, Wehle oder Wehl bezeichnet.

## Entstehung
Bei einem Deichbruch können durch das einbrechende Wasser hinter dem Deich tiefe und großflächige Löcher ausgespült werden. Auch durch eine Unter- oder eine Überspülung des Deiches bei Überflutung kann durch die Wasserkräfte so viel Boden abgetragen werden, dass eine Auskolkung entsteht. Die entstehenden Bracks sind häufig kreisrund und können mehrere Meter tief sein. Die Löcher wieder aufzufüllen ist mit hohem Aufwand verbunden und wurde daher früher oft unterlassen. Dadurch muss der neue Deich als Auslagedeich (seeseitig) oder als Einlagedeich (landseitig) an dem Brack geführt werden. Diese besondere Deichführung trägt gelegentlich den Namen Halbmond.
Da das Wasser von Bracks, die an der Nordsee oder im Mündungsbereich der Tideflüsse entstanden sind, salzhaltig ist, durch Regen und Grundwasser aber aussüßt, wurde dafür der Name Brackwasser geprägt, der als Lehnwort (englisch brackish water) auch in anderen Sprachen üblich ist.

## Vorkommen
Bracks kommen nicht nur am Meer vor, sondern auch im oberen Tidegebiet von Tideflüssen. Beispielhaft hierfür ist die Elbe: So sind allein im Bereich Francop und Neuenfelde der Freien und Hansestadt Hamburg noch drei Bracks vorhanden. Auch im weiteren Verlauf der Elbe gibt es Bracks, so bei Borstel, Wilhelmsburg, Moorfleet sowie etliche in den Vierlanden. In den Vierlanden sind die drei größten Bracks zu erwähnen: das Carlsbrack, das Borghorster Brack und das Kiebitzbrack.
In einer Aufstellung von 1804 werden zwischen Bleckede und Wehningen allein 29 Bracks (hier: Braken) gezählt.
Eines der größten Bracks war das Schwarze Brack zwischen Ellens, Sande und Neustadtgödens westlich des heutigen Jadebusens.